# Miss Bolivia

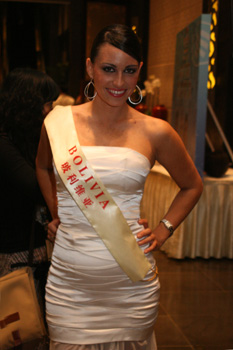
Sandra Lea Hernández, Miss Bolivia Mundo 2007, foto uit 2007.

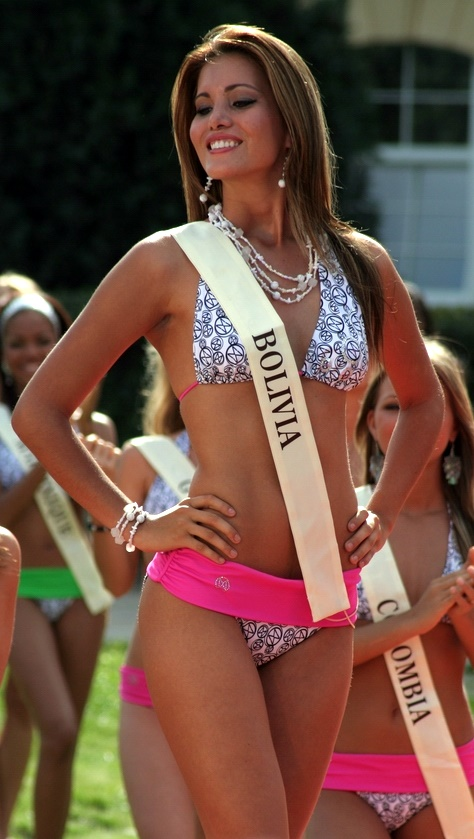
Ana María Ortíz, Miss Bolivia Mondo 2006, foto uit 2006.

Miss Bolivia is de nationale missverkiezing van het Zuid-Amerikaanse land Bolivia.
Bij de verkiezing worden Bolivia's kandidates voor Miss Universe, Miss World, Miss International, Miss Earth, Miss Tourism Queen International en Miss Continente Americano verkozen.
Het land haalde de dato 2011 echter nog geen enkele van deze titels binnen.
Miss Bolivia begon in 1959.
In 1979 ging de organisatie over in de handen van Gloria Suárez de Limpias.
De deelneemsters zijn de winnaressen van één of verscheidene missverkiezingen in de departementen van Bolivia.

## Winnaressen
| Jaar | Miss Bolivia Universe Departement Plaats Miss Universe | Miss Bolivia World Departement Plaats Miss World                            | Miss Bolivia International Departement Plaats Miss International | Miss Bolivia Earth Departement Plaats Miss Earth |
| ---- | ------------------------------------------------------ | --------------------------------------------------------------------------- | ---------------------------------------------------------------- | ------------------------------------------------ |
| 2011 | Yessica Mouton Oruro -                                 | Yohana Vaca Oruro -                                                         | Daniela Núñez Santa Cruz -                                       | Valeria Avendaño La Paz -                        |
| 2010 | Olivia Pinheiro Santa Cruz Niet geplaatst              | María Teresa Roca Beni Top 40 in de Miss World Beach Beauty-voorverkiezing  | Yovana O'Brien Santa Cruz Niet geplaatst                         |                                                  |
| 2009 | Claudia Arce Lemaitre Chuquisaca Niet geplaatst        | Flavia Foianini Santa Cruz 5de in de Miss World Beach Beauty-voorverkiezing | Ximena Vargas Santa Cruz Niet geplaatst                          |                                                  |
| 2008 | Dominique Peltier Cochabamba Niet geplaatst            | Jaqueline Arias Beni Niet geplaatst                                         | Laura Olivera Tarija Niet geplaatst                              | Carolina Urquiola La Paz Niet geplaatst          |
| 2007 | Katherine David Céspedes Santa Cruz -                  | Sandra Lea Hernández Cochabamba Niet geplaatst                              | Angélica Olavarría Santa Cruz Niet geplaatst                     | Carla Fuentes Tarija Niet geplaatst              |
| 2006 | Desiree Durán Santa Cruz Top 10                        | Ana María Ortíz Beni Niet geplaatst                                         | Pamela Justiniano Santa Cruz Niet geplaatst                      | Jessica Jordan Beni Niet geplaatst               |
| 2005 | Andrea Abudinen Santa Cruz Niet geplaatst              | Viviana Méndez Santa Cruz Niet geplaatst                                    | Gretel Stehli Parada Santa Cruz Niet geplaatst                   | Vanessa Morón Tarija Niet geplaatst              |
| 2004 | Gabriela Oviedo Sarrete Santa Cruz Niet geplaatst      | Nuvia Montenegro Beni Niet geplaatst                                        | Vanessa Morón Tarija Niet geplaatst                              | Muriel Cruz Santa Cruz Niet geplaatst            |
| 2003 | Irene Aguilera Santa Cruz Niet geplaatst               | Helen Aponte Beni Top 15                                                    | Muriel Cruz Santa Cruz Top 15                                    | Claudia Azaeda Santa Cruz Niet geplaatst         |
| 2002 | Paola Coimbra Antipieff Santa Cruz Niet geplaatst      | Alejandra Montero Beni Niet geplaatst                                       | Carla Ameller Santa Cruz Niet geplaatst                          | Irene Aguilera Santa Cruz Niet geplaatst         |
| 2001 | Claudia Andrea Arano Santa Cruz Niet geplaatst         | Claudia Etmüller Spinatto Santa Cruz Niet geplaatst                         | Joan Quiroga La Paz Niet geplaatst                               | Catherine Villarroel Santa Cruz Top 15           |
| 2000 | Yenny Vaca Paz Santa Cruz Niet geplaatst               | Jimena Rico Toro Gamarra Cochabamba Niet geplaatst                          | Catherine Villarroel Santa Cruz Niet geplaatst                   |                                                  |
| 1999 | Susana Barrientos Roig Santa Cruz Niet geplaatst       | Raquel Rivera Tarija Niet geplaatst                                         | Natalia Arteaga Gamarra Santa Cruz Niet geplaatst                |                                                  |
| 1998 | Verónica Larrieu Santa Cruz Niet geplaatst             | Bianca Bauer Santa Cruz Niet geplaatst                                      | Liliana Peña Santa Cruz Top 15                                   |                                                  |
| 1997 | Helga Bauer Salas Santa Cruz Niet geplaatst            | Mitzy Suárez Santa Cruz Niet geplaatst                                      | Fabiana Nieva Caso Tarija Niet geplaatst                         |                                                  |
| 1996 | Natalia Cronenbold Aguilera Santa Cruz Niet geplaatst  | Andrea Forti Sandoval Tarija Niet geplaatst                                 | Elke Groterhorst Pacheco Santa Cruz Top 15                       |                                                  |
| 1995 | Sandra Rivero Zimmermann Santa Cruz Niet geplaatst     | Carla Morón Santa Cruz Top 15                                               | Liliana Arce Angulo Tarija Top 15                                |                                                  |
| 1994 | Cecilia O'Connor-d'Arlach Santa Cruz Niet geplaatst    | Gabriela Arce Taborga Cochabamba Niet geplaatst                             | Maria Renée David Santa Cruz Niet geplaatst                      |                                                  |
| 1993 | Roxana Arias Tarija Niet geplaatst                     | Claudia Arrieta Santa Cruz Niet geplaatst                                   | Maria Cristina Tondelli Santa Cruz Niet geplaatst                |                                                  |
| 1992 | Natasha Arana Beni Niet geplaatst                      | Verónica Pino Tarija Niet geplaatst                                         | Ana Paola Roca Santa Cruz Niet geplaatst                         |                                                  |
| 1991 | Maria Selva Landívar Santa Cruz Niet geplaatst         | Mónica Gamarra Cochabamba Niet geplaatst                                    | Rosmy Pol Cochabamba Niet geplaatst                              |                                                  |
| 1990 | Rosario Rico Toro Cochabamba Top 6                     | Daniela Domínguez Tarija Niet geplaatst                                     | Giselle Greminger Santa Cruz Top 15                              |                                                  |
| 1989 | Raquel Cors Tarija Niet geplaatst                      | Victoria Julio Tarija Niet geplaatst                                        | Katerine Rivera Santa Cruz Niet geplaatst                        |                                                  |
| 1988 | Ana Maria Pereira Santa Cruz Niet geplaatst            | Claudia Nazer Tarija Niet geplaatst                                         | Sonia Montero Santa Cruz Niet geplaatst                          |                                                  |
| 1987 | Patricia Arce Santa Cruz Niet geplaatst                | Birgit Ellefsen Cochabamba Niet geplaatst                                   | Gouldin Balcázar Santa Cruz Niet geplaatst                       |                                                  |
| 1986 | Elizabeth O’Connor-d’Arlach Tarije Niet geplaatst      | Claudia Arévalo Cochabamba Niet geplaatst                                   | Gloria Patricia Roca Beni Niet geplaatst                         |                                                  |
| 1985 | Gabriela Orozco La Paz Niet geplaatst                  | Carolina Abudinen Santa Cruz Niet geplaatst                                 | Ana Patricia Castellanos Tarija Niet geplaatst                   |                                                  |
| 1984 | Lourdes Aponte La Paz Niet geplaatst                   | Erika Weise Santa Cruz Niet geplaatst                                       | Maria Gómez Cochabamba Niet geplaatst                            |                                                  |
| 1983 | Cecilia Zamora Tarija Niet geplaatst                   | Ana Maria Taboada Arnold Tarija Top 15                                      | Eliana Limpias Santa Cruz Niet geplaatst                         |                                                  |
| 1982 | Sandra Villarroel Gallati Santa Cruz Niet geplaatst    | Brita Cederberg Oruro Top 15                                                | Beatrice Peña Santa Cruz Niet geplaatst                          |                                                  |
| 1981 | Vivian Aponte Santa Cruz Niet geplaatst                | Carolina Diaz Mansour Pando Niet geplaatst                                  | Rosario Suárez Santa Cruz -                                      |                                                  |
| 1980 | Carmen Pereira Santa Cruz Niet geplaatst               | Sonia Malpartida Chuquisaca Niet geplaatst                                  | Maria BeatriZ Landívar Santa Cruz Niet geplaatst                 |                                                  |
| 1979 | María Rendon Cochabamba Niet geplaatst                 | Patricia Asbún Santa Cruz Niet geplaatst                                    | Sonia Villarroel Santa Cruz Niet geplaatst                       |                                                  |